# Miami Circle
Brickell Point  conocido principalmente como Miami Circle (círculo de Miami) es un sitio arqueológico ubicado en Miami, Florida. El sitio Brickell Point se encuentra inscrito  en el Registro Nacional de Lugares Históricos de los Estados Unidos desde el 5 de febrero de 2002. 

## Ubicación
El Sitio Brickell Point se encuentra dentro del condado de Miami-Dade en las coordenadas 25°46′08″N 80°11′21″O / 25.768889, -80.189167.